# Porto di Civitavecchia
Il porto di Civitavecchia (in sigla CVV) è conosciuto fin dai tempi antichi come porto di Roma. Fondato dall'imperatore Traiano nel 108 d.C. come porto di Roma, ha rappresentato per molti secoli il fulcro degli scambi e dei contatti tra i popoli dell'antico “Mare Nostrum”. Con la legge 84/94 è stata istituita l'Autorità Portuale di Civitavecchia con compiti di indirizzo, programmazione, coordinamento, promozione e controllo delle operazioni portuali e delle altre attività commerciali e industriali esercitate nel porto.

## Storia
Il porto di Civitavecchia fu costruito per volere dell'imperatore Traiano (fondatore della città nota allora come Centumcellae), intorno al 106 d.C.. L'idea dell'imperatore era quella di facilitare con un altro approdo sicuro il piano annonario a favore di Roma e i lavori vennero progettati dall'architetto Apollodoro di Damasco. L'impianto originale del porto rispecchiava i criteri architettonici del tempo con un grande bacino quasi circolare di circa 500 metri, due grandi moli e un antemurale, un'isola artificiale protesa in mare a protezione del bacino. L'intera struttura era sormontata da due torri contrapposte, in seguito dette del Bicchiere e del Lazzaretto (ancora visibile, e ricostruita da Sangallo).

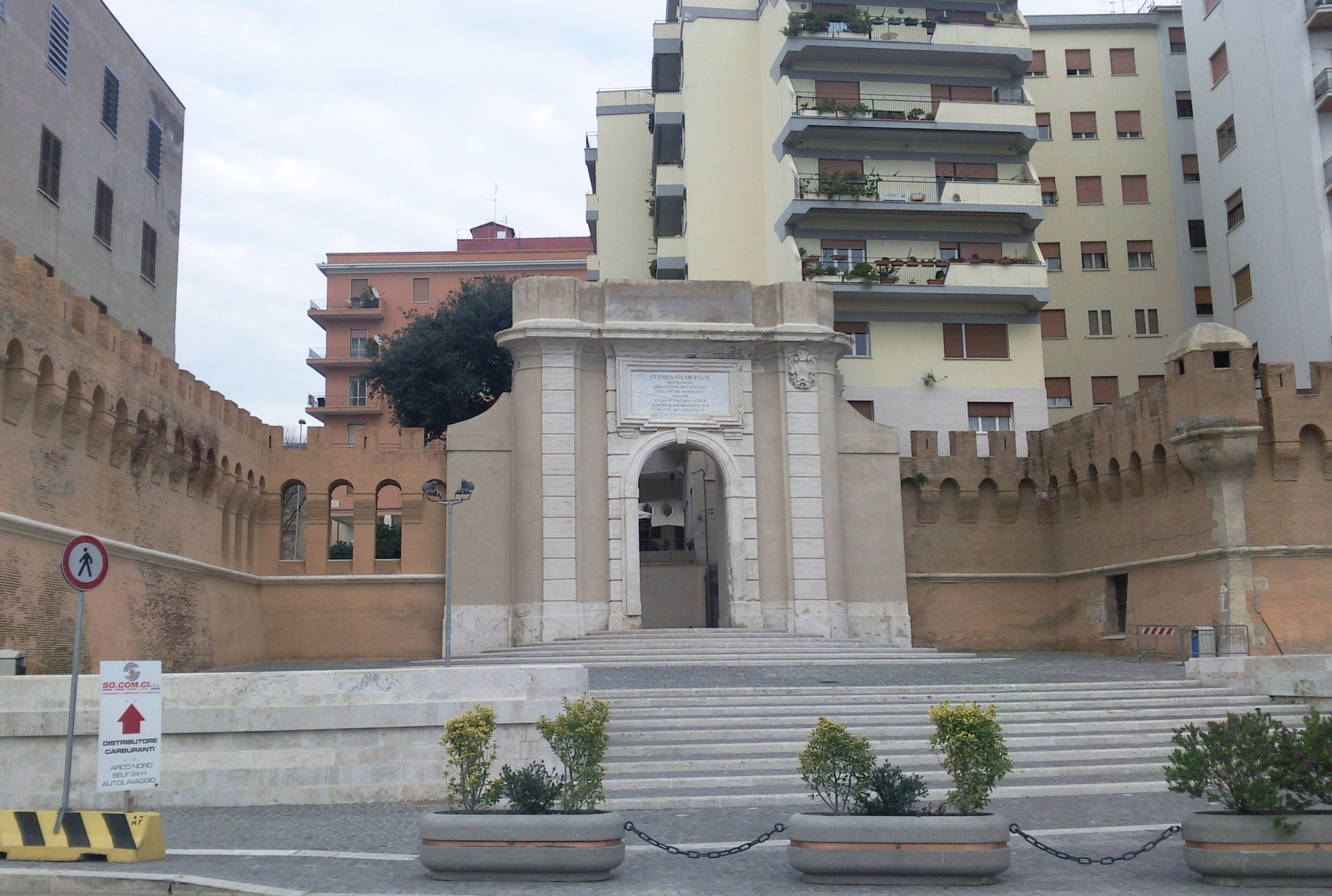
Porta Livorno nel porto storico di Civitavecchia

Dopo la caduta dell'impero romano il porto di Civitavecchia e l'insediamento urbano di Centumcellae assistettero a un susseguirsi di dominazioni e passaggi di mano, contesi tra il papato, varie potenze comunali e frequenti incursioni saracene. Nel XV secolo, dopo che la città fu rientrata definitivamente sotto il controllo papale, il porto di Civitavecchia riprese vigore e importanza. Fu dapprima costruita la Rocca, una fortificazione quadrangolare; poi nel 1508 Giulio II affidò al Bramante i lavori di costruzione del forte Michelangelo, che sarebbe sorto su antiche rovine romane. Il forte venne completato nel 1537 grazie forse al contributo di Michelangelo. Nel 1608, sotto il papato di Paolo V, fu eretto un fanale (il Faro), sulla estremità meridionale dell'isola frangiflutti, alto ben 31 metri. Il 26 novembre del 1659 venne posta la prima pietra dell'arsenale disegnato dal Bernini, che per lungo tempo avrebbe coagulato buona parte dell'economia cittadina. Fu poi edificata la cinta muraria merlata opera di Pier Paolo Florian voluta da papa Urbano VIII nel 1630 e nel 1743 sotto il pontificato di Benedetto XIV fu eretta la famosa fontana opera dello scultore Luigi Van Wittel, detto Vanvitelli, lo stesso che progettò la Reggia di Caserta. Nel 1761, voluta da papa Clemente XIII, fu realizzata porta Livorno. 
Alcune di queste strutture sono andate distrutte a causa dei bombardamenti durante la seconda guerra mondiale. In particolare nel 1943 furono distrutti il Faro, l'Arsenale, il Forte del Bramante e la Rocca vecchia.

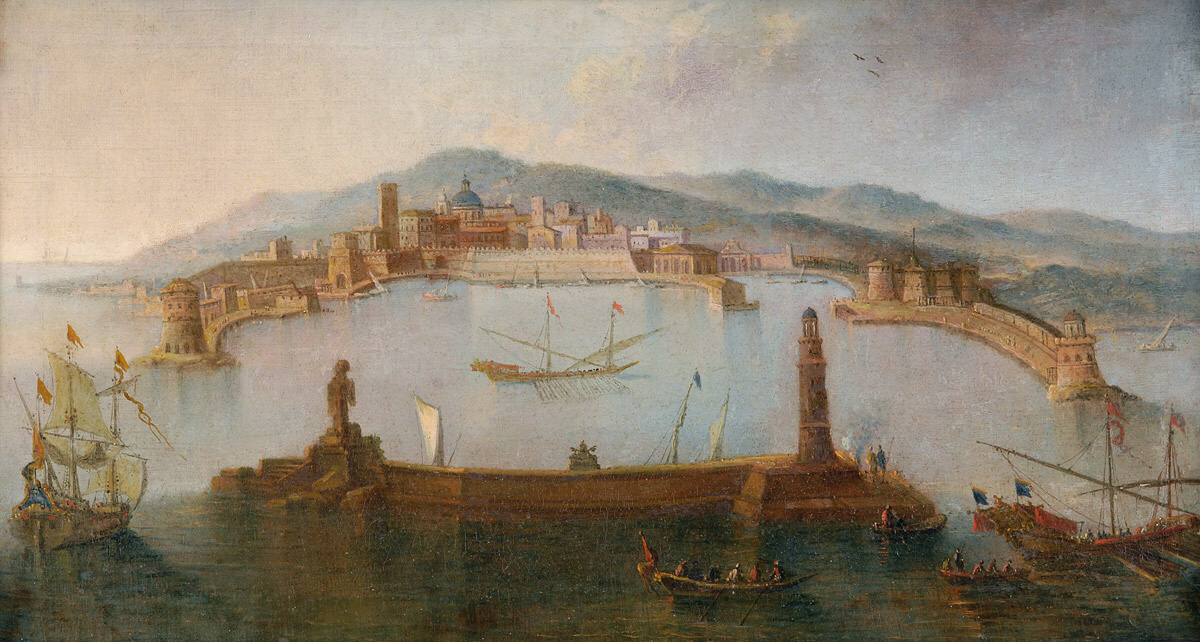
Il porto di Civitavecchia in un dipinto del XVIII secolo

## Descrizione
È un porto multifunzionale, diviso in due macro aree dalle dinamiche di mercato diverse: a sud quella dedicata al turismo, al diportismo e alle crociere; a nord l'area per i traffici commerciali, la pesca e il cabotaggio; oggi può contare su circa 1.900.000 m² di banchine, 25 attracchi operativi da 100 a 400 m di lunghezza, per circa 13 km di accosti; ogni anno vengono movimentate circa 11 milioni di tonnellate di merci di massa - rinfuse, cereali, prodotti forestali, prodotti siderurgici e prodotti chimici - auto nuove e container, oltre alle rinfuse liquide; negli ultimi anni sono cresciuti i servizi cabotieri (Autostrade del Mare), cioè servizi di linea dedicati al trasporto di passeggeri e merci su rotte del Mediterraneo; nel 2011 è diventato il primo porto crocieristico del Mediterraneo con circa 2,6 milioni di passeggeri.
L'Autorità portuale è altresì deputata alla manutenzione ordinaria e straordinaria delle parti comuni nell'ambito portuale; a essa spetta l'affidamento e il controllo delle attività dirette alla fornitura agli utenti portuali dei servizi di interesse generale. Tali servizi sono gestiti in concessione da Port Mobility spa che quindi per conto dell'Autorità Portuale si occupa di tutti i servizi di mobilità, infomobilità, manutenzione e svolgimento delle attività di comunicazione pubblicitaria e realizzazione di eventi legati alla promozione del porto e all'incremento dei traffici turistici 
La circoscrizione di competenza dell'Autorità Portuale di Civitavecchia, dopo l'ampliamento circoscrizionale avvenuto nel 2002 e completato nel 2003, è stata estesa ai porti di Fiumicino e Gaeta, riuniti sotto il nome di "Porti di Roma e del Lazio".

### Il porto oggi

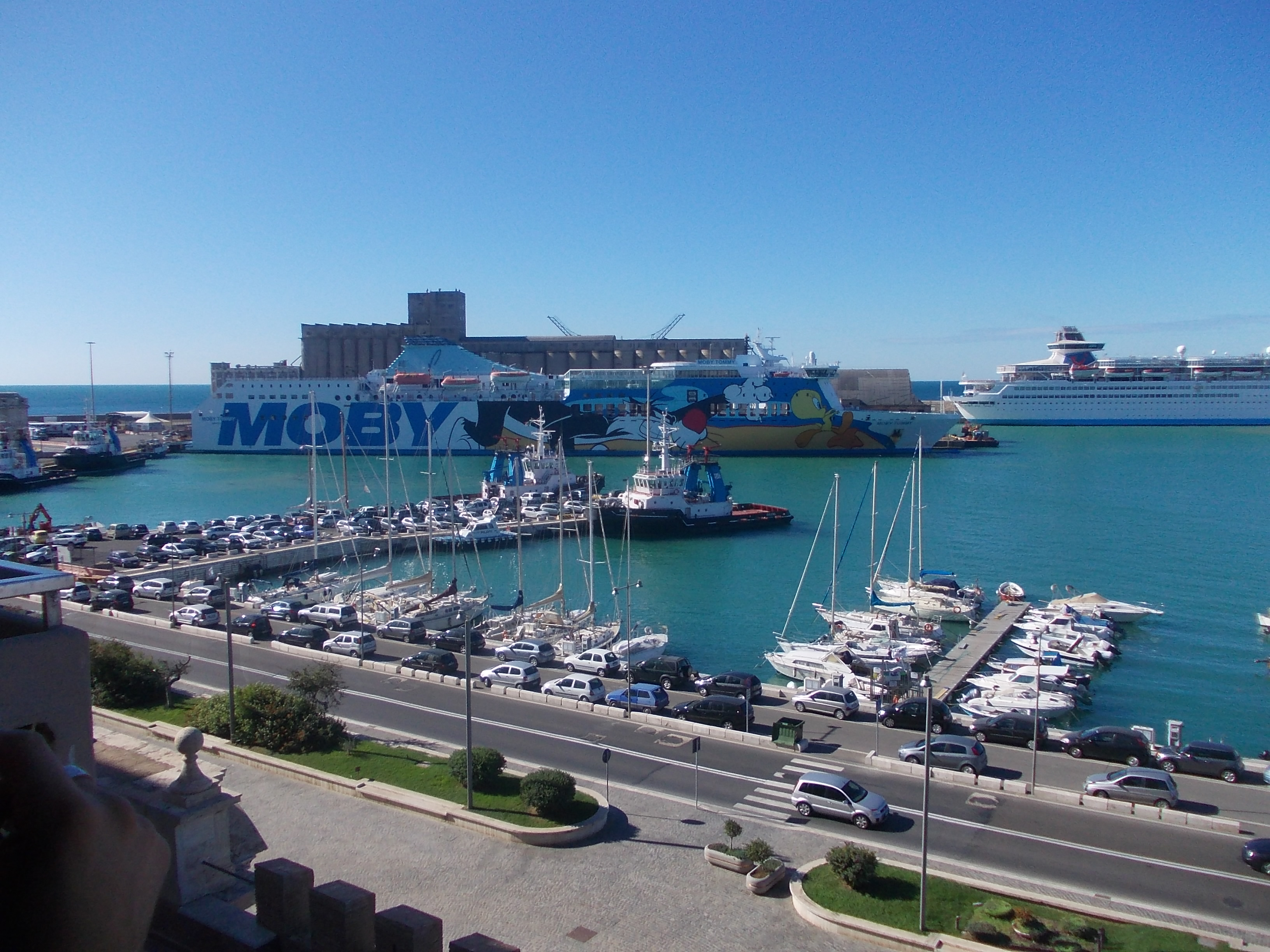
Vista del porto

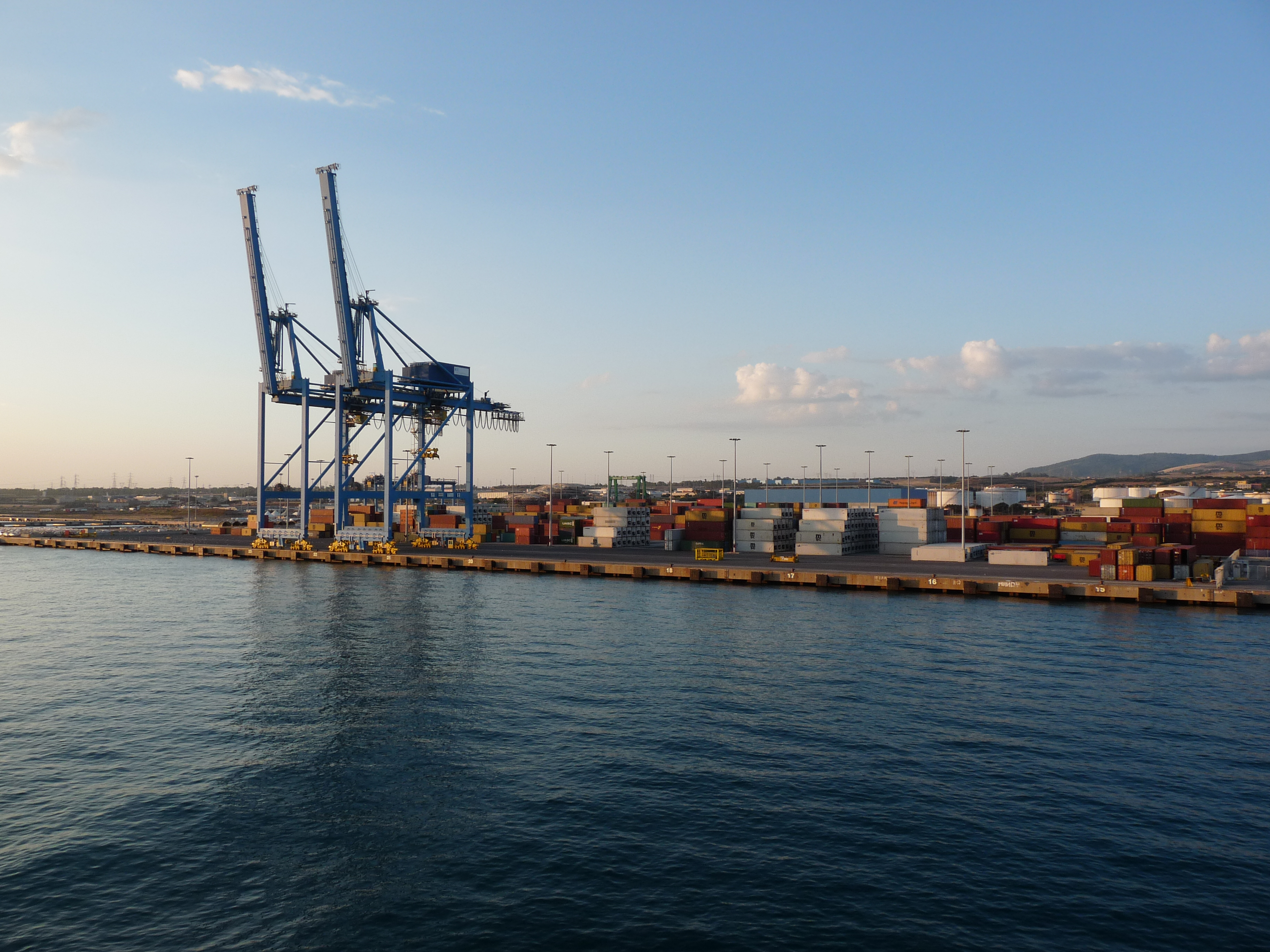
Il terminal container

Ad oggi il porto di Civitavecchia si configura come un porto multifunzionale e, per la gestione, è stato diviso in due macro aree dalle dinamiche di mercato diverse: a sud quella dedicata al turismo, al diportismo e alle crociere; a nord l'area per i traffici commerciali, la pesca e il cabotaggio. Oggi può contare su circa 1.900.000 m² di banchine, 25 attracchi operativi da 100 a 400 m di lunghezza, per circa 13 km di accosti. La disponibilità di oltre 5 milioni di m² di aree retroportuali ha fatto nascere un progetto di un terminal logistico (Distripark) per il quale è stato avviato uno studio di fattibilità dal “Centro di Ricerca per il Trasporto e la Logistica” dell'Università La Sapienza di Roma. Il porto di Civitavecchia, e con esso Fiumicino e Gaeta, gli altri scali del network Porti di Roma e del Lazio, si trova al centro del sistema logistico che collega Roma e il centro Italia con il resto del mondo. Oltre all'area laziale, con particolare riferimento a quella romana con oltre tre milioni di persone, il network rappresenta uno snodo di collegamento per altre regioni con i loro mercati, quali la Campania, l'Umbria, la Toscana e le Marche e per l'accesso alle più importanti zone turistiche italiane e alle grandi rotte crocieristiche del Mediterraneo.

### Il porto storico
A sud dell'intera struttura portuale sorge il porto storico di Civitavecchia, un bacino che racchiude le strutture storiche del porto di Civitavecchia: la darsena romana e la darsena traianea costituiscono gli antichi bacini di utenza del porto. Per molti anni hanno ospitato la flotta di pescherecci e i mezzi nautici delle forze dell'ordine. Con la cessazione delle attività commerciali nel porto storico l'intera area ospiterà imbarcazioni da diporto. 
A “guardia” del porto storico si erge il Forte Michelangelo, fortezza rinascimentale che rappresenta ancora oggi il porto di Civitavecchia. Rinascimentale è anche la fontana del Vanvitelli, così come il varco monumentale di Porta Livorno, danneggiato dai bombardamenti del 1943. La ricostruzione dell'antico Arsenale del Bernini (anch'esso distrutto durante la seconda guerra mondiale), insieme alla riqualificazione del molo del Lazzaretto e del molo del Bicchiere (che anticamente identificavano i confini del porto) sono oggetto di un ampio progetto di riqualificazione dell'area a cura della Regione Lazio e dell'Autorità Portuale di Civitavecchia, che dopo la demolizione dei vecchi sili del grano, prevede, fra l'altro, la realizzazione di un oceanario.

## Attività portuali

### Il traffico passeggeri
La zona sud del porto di Civitavecchia è adibita al traffico passeggeri, al diportismo e alle crociere. Ospita il terminal crocieristico, il terminal traghetti e il porto commerciale. Della zona sud fa anche parte il porto storico, nel quale si intende spostare la flotta pescherecci.

### Crociere
A partire dalla seconda metà degli anni novanta, ma soprattutto negli anni successivi al 2005, il Porto di Civitavecchia ha aumentato i traffici passeggeri legati alle crociere. Nel 1996 il traffico di passeggeri crocieristi era di 156.000 unità. Nel 2005 i crocieristi erano 983.171 per un totale di 711 navi. Nel 2011 il Porto di Civitavecchia è diventato il primo porto crocieristico del Mediterraneo con oltre 2,6 milioni di passeggeri.
Attualmente il traffico crocieristico si concentra nel “Terminal Bramante”, un'infrastruttura di oltre 118 m di lunghezza con oltre 2000 m² di superficie, al suo interno vi sono aree per l'accoglienza passeggeri, dotazioni di sicurezza e apparati di telecomunicazioni che regolano le cosiddette turn around operations. Il terminal crociere è dislocato lungo l'antemurale Cristoforo Colombo, oltre 3 km di lunghezza, e allargato di oltre 100 m per poter facilitare le operazioni di imbarco/sbarco.

### Collegamenti, traghetti e autostrade del mare

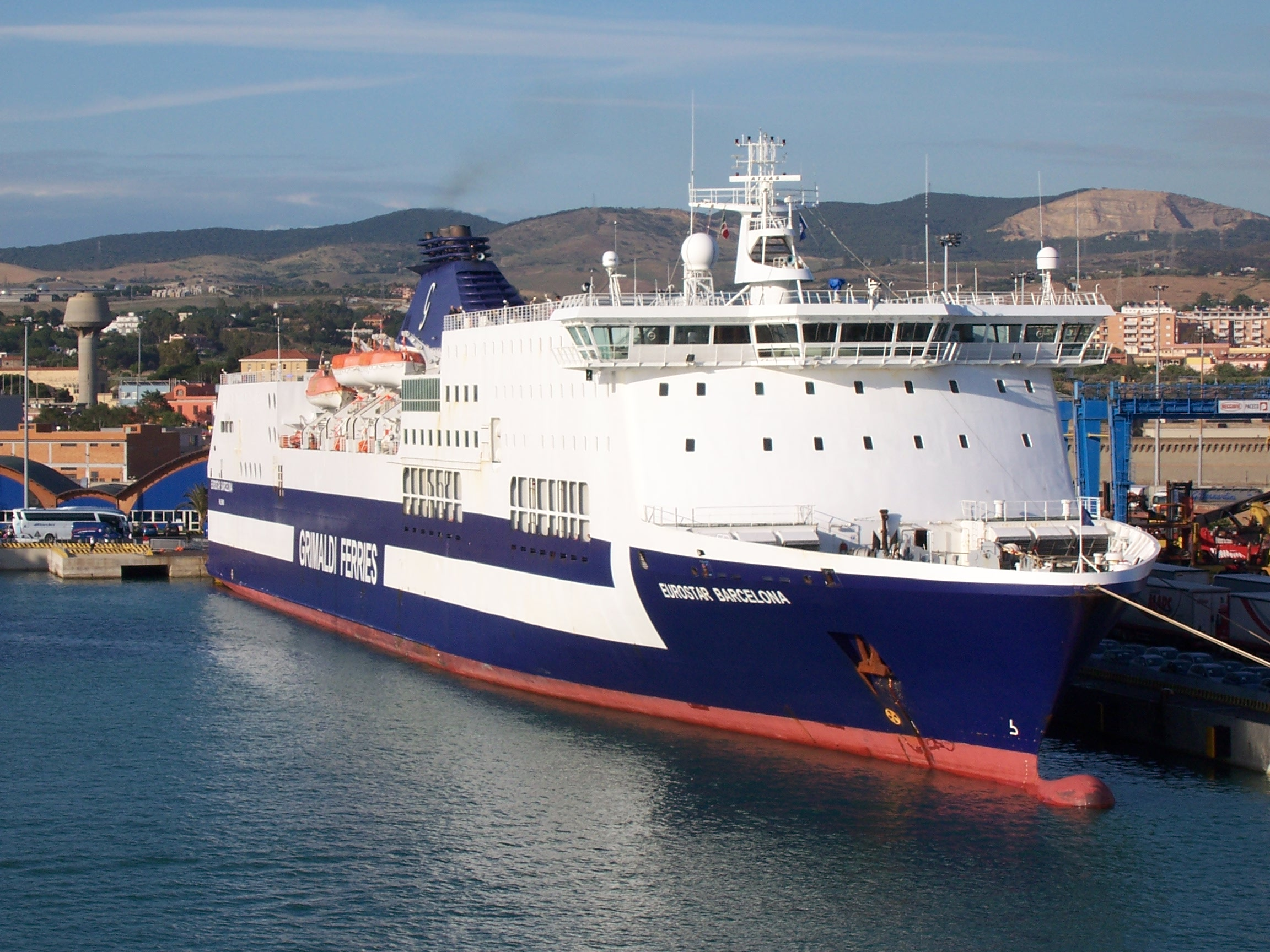
LEurostar Barcelona, nave traghetto ormeggiata davanti al Terminal Autostrade del Mare

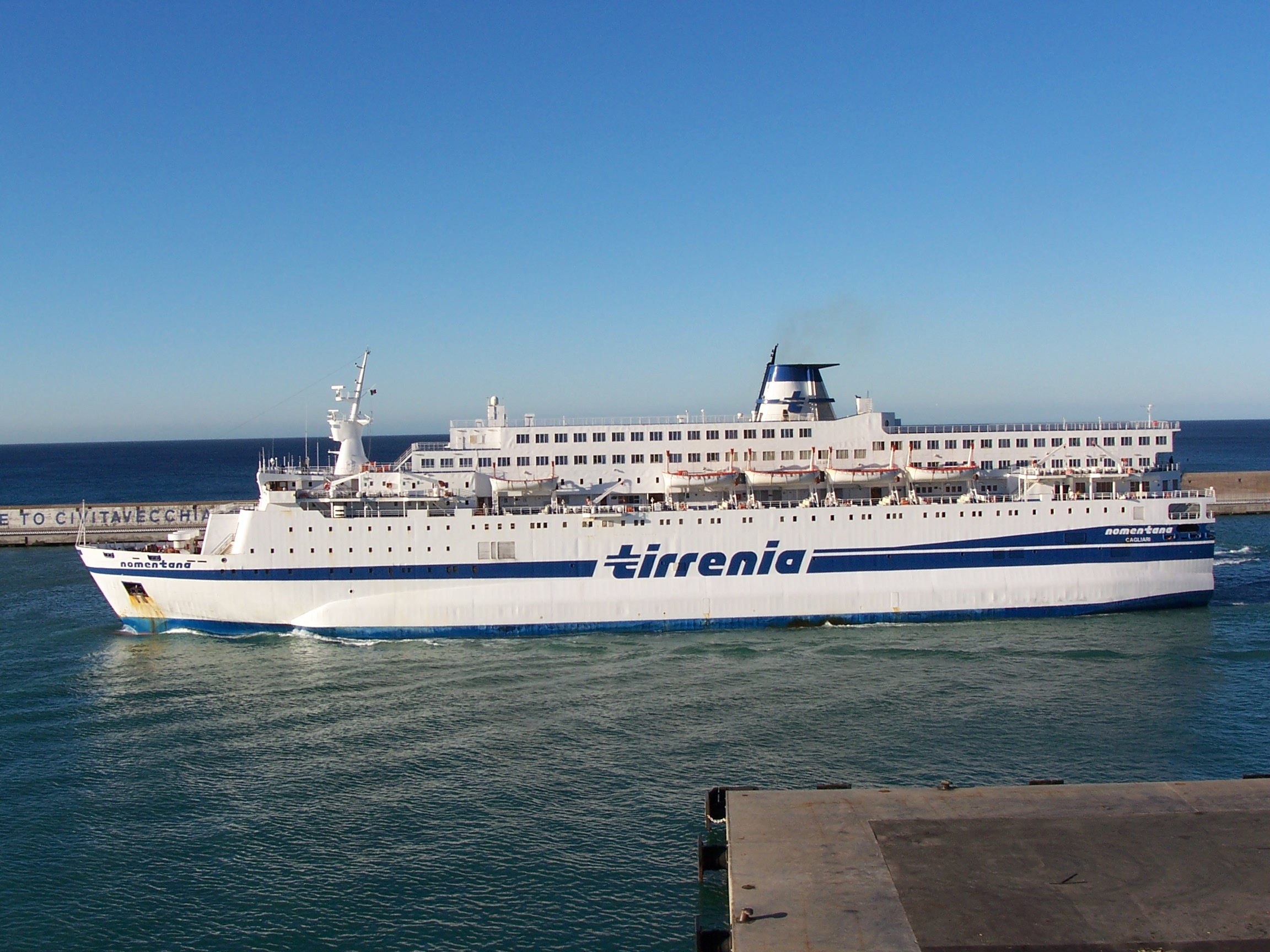
La Nomentana, nave traghetto in ingresso al porto di Civitavecchia

Il porto di Civitavecchia è uno dei principali scali italiani per il traffico passeggeri, con oltre 2 milioni di viaggiatori in transito ogni anno. Dei servizi passeggeri fanno parte i servizi di cabotaggio e le autostrade del mare. Il porto di Civitavecchia, escludendo le crociere, collega stabilmente la penisola con Sardegna (Arbatax, Cagliari, Olbia e Porto Torres), Sicilia (Palermo e Termini Imerese), Spagna (Barcellona) e Africa nordoccidentale con il collegamento diretto con Tunisi che rappresenta la prima tratta di collegamento extra Schengen del porto di Civitavecchia. Negli ultimi anni il porto di Civitavecchia ha visto crescere i servizi di Short Sea Shipping, definiti anche Autostrade del Mare, che dovrebbero collegare le diverse sponde del Mediterraneo con le isole, tanto da far defluire sul mare parte del traffico che storicamente si muove su gomma (TIR, passeggeri, merci). A tal proposito nel luglio 2012 è stato definito un accordo tra il Porto di Civitavecchia e quello di Barcellona per facilitare il traffico tramite le Autostrade del Mare. Il terminal Autostrade del Mare è situato nello spazio retrostante la banchina 18, in posizione baricentrica di tutto lo scalo, nel cuore dell'area dedicata al traffico Ro-Ro merci e passeggeri. La struttura è distribuita su un'area di circa 2000 m². La struttura stessa è stata triplicata in ampiezza e potenziata nei servizi nel 2006, al fine di facilitare lo svolgimento delle pratiche di imbarco e sbarco. I servizi di cabotaggio rivestono una grande importanza per un porto. L'11 luglio 2012 è stata posta la prima pietra della nuova darsena traghetti, intitolata a Sant'Egidio e che sorgerà in prossimità dell'imboccatura del porto, nella zona della “Mattonara” ed è stata pensata per ospitare contemporaneamente fino a 10 navi e una stazione marittima.

### I parcheggi
Il porto è fornito di tre parcheggi a pagamento — il Bramante, il Cruise e il Nord — tutti presenti all'interno dell'area portuale e collegati alle banchine delle navi da un servizio gratuito di navette.
Il Bramante è situato nei pressi del porto storico di Civitavecchia e viene utilizzato principalmente per il traffico dei crocieristi delle banchine dalla 10 alla 13. Per i crocieristi della banchina 25 c'è il parcheggio Cruise. Il parcheggio Nord è utilizzato principalmente per i traghettisti e il parcheggio dei mezzi pesanti (rimorchi e semi rimorchi). È possibile prenotare il parcheggio anche online direttamente dal sito di Port Mobility.

### Le navette
È assicurato un servizio gratuito di navette che collega i principali punti di interesse del porto con le banchine (sia traghetti che crociere). Seguono una frequenza di circa 15 minuti.

### Il porto commerciale
La zona nord del porto di Civitavecchia è dedicata al traffico delle merci e al sistema della logistica. Ad oggi il porto commerciale di Civitavecchia può contare su un terminal container, banchine general cargo per le rinfuse, una darsena Ro-Ro, un porto energetico-grandi masse e una darsena servizi.

### I traffici commerciali del Porto
Il nuovo terminal container è stato ultimato nel 2009, occupa una superficie di 300.000 m² e una capacità di 500.000 teus all'anno. Dispone inoltre di un fronte banchina di 750 m lineari. A questo vanno aggiunti tutti i servizi dell'interporto e la banchina multipurpose nella costruenda darsena energetica-grandi masse, che porteranno la capacità del terminal container a 1.000.000 di teus all'anno.
Oltre ai container, tra i principali traffici del porto di Civitavecchia si distinguono:
- il terminal dell'acciaio, che serve le acciaierie di Terni (principale terminalista dell'acciaio nel porto), grazie anche a un protocollo d'intesa con il Consiglio dei ministri grazie al quale il porto è diventato il principale interlocutore per la movimentazione di materie prime e prodotti finiti del settore;
- il terminal auto. Con un parco dedicato alla logistica e alla movimentazione di auto nuove, con la costituzione di un consorzio per la movimentazione di auto, grazie a piazzali di sosta di 540.000 m² che può ospitare fino a 280.000 vetture;
- il terminal agroalimentare, realizzato presso la banchina 24 del porto. Si tratta di un terminal polifunzionale che movimenta merci del settore agroalimentare, dotato di celle frigorifere e dispositivi di conservazione e packaging per lo stoccaggio dei prodotti in arrivo;
- la darsena grandi masse, settore del porto in evoluzione. Storicamente snodo fondamentale per l'approvvigionamento energetico del Lazio settentrionale, insieme alla vicina centrale termoelettrica. Dopo la delocalizzazione della darsena petroli e lo spostamento del terminal petrolifero a mare, di fronte alla centrale termoelettrica dell'Enel, la darsena grandi masse è stata ripensata per poter ospitare i traffici più molteplici, dai container alle rinfuse, ai prodotti energetici, con una banchina “multipurpose” di oltre 50 ettari e 1 km di attracchi.

## Servizi di linea
Questa lista è suscettibile di variazioni e potrebbe essere incompleta o non aggiornata.

### Sardegna
- Arbatax (Grimaldi Lines, bisettimanale tutto l'anno)
- Cagliari (Grimaldi Lines, trisettimanale tutto l'anno)
- Olbia (Tirrenia, giornaliera invernale/trigiornaliera estiva / Grimaldi Lines, giornaliera stagionale.[17]
- Porto Torres (Grimaldi Lines, bisettimanale in inverno, pentasettimanale in estate)

### Sicilia
- Palermo (Grandi Navi Veloci, settimanale tutto l'anno)[18]
- Termini Imerese (Grandi Navi Veloci, pentasettimanale tutto dell'anno)[19]

### Spagna
- Barcellona (Grimaldi Lines, giornaliero)

### Tunisia
- Tunisi (Grandi Navi Veloci, settimanale tutto l'anno[20] / Grimaldi Lines, settimanale tutto l'anno)

## Collegamenti
Il porto di Civitavecchia è raggiungibile dalle strade:
- Roma - Civitavecchia
- Strada statale 1 Via Aurelia
- Strada statale 675 Umbro-Laziale
- Strada statale 698 del Porto di Civitavecchia

È servito dai treni:
- FL5 Roma Termini - Civitavecchia, che lo collegano indirettamente alle altre stazioni principali della linea e alla Metropolitana di Roma. Il collegamento con il porto è garantito dal servizio PortLink di Trenitalia[21].

A seguito della dismissione della stazione di Civitavecchia Marittima, l'autorità portuale e Trenitalia hanno istituito un servizio di trasporto gestito dalla Civitavecchia Servizi Pubblici mediante bus navetta, con partenza da Largo della Pace ogni 10 minuti.
È possibile infine raggiungere il porto mediante taxi grazie alla postazione presente davanti alla stazione ferroviaria.